# Outsourcing
Outsourcing [autsorsing] (angl. out, vně, a source, zdroj) označuje zajišťování služeb, které by firma mohla provádět interně, prostřednictvím externích dodavatelů.
Outsourcing znamená, že firma vyčlení různé podpůrné a vedlejší činnosti a svěří je smluvně jiné společnosti čili subdodavateli specializovanému na příslušnou činnost. Je to tedy druh dělby práce, činnost však není zajišťována vlastními zaměstnanci firmy, nýbrž na základě smlouvy. Typicky se jedná o činnosti jako je úklid, údržba, doprava nebo správa počítačů (IT). Outsourcing se považuje za obchodní rozhodnutí, které má vést ke snížení nákladů a (nebo) k soustředění na hlavní činnosti firmy, a to v zájmu její konkurenceschopnosti.

## Outsourcing a offshoring
Často se pojem outsourcing zaměňuje za offshoring (angl. off-shore, doslova mimo břehy) nebo outplacement (doslova „vymístění“). Zatímco outsourcingem se rozumí vyvedení činnosti na třetí stranu, offshoring znamená přesun výroby do zahraničí bez ohledu na to, zda výrobu provádí jiná firma nebo jde pouze o přestěhování vlastní továrny. Pro přemístění výroby do zahraničí se někdy používá termín offshore outsourcing, ale stačí mluvit o outsourcingu, protože pro firmu není rozhodující, kam je činnost převedena, ale za jakých podmínek (zejména cenových) je vykonána.

## Historie outsourcingu IT
Outsourcing znamená uskutečňování činností prostřednictvím jiných subjektů (firem).
Metoda outsourcingu se provozuje již od sedmdesátých let a v letech osmdesátých se stala pro mezinárodní koncerny, jako např. Kodak, Xerox, GM, apod., součástí podnikových procesů pro vybrané podpůrné oblasti. V České republice máme dlouhodobou tradici v poskytování outsourcingu. Fungují tak mj. některé závodní jídelny, které využívají služeb outsourcingových společností jako jsou například firmy Sodexho[zdroj⁠?!] a Eurest.[zdroj⁠?!] V oblasti IT využívají outsourcing společnosti, které poznaly, že vlastní vývoj a údržba jejich informačního systému je pro ně z ekonomického hlediska nevýhodná. Využívají služeb počítačových firem - poskytovatelů outsourcingu, kterým předají odpovědnost za návrh, budování a správu jejich informačního systému.

## Důvody využití outsourcingu
Firmy, specializující se na daný obor, mají zpravidla mnohem proškolenější a v dané problematice zkušenější pracovníky.
Odpovědnost za problematiku nese jiný subjekt a výchozí firma se může plně věnovat svému oboru.
Náklady na zajištění specializované činnosti jsou při využití outsourcingu zpravidla nižší.
Zajišťování služeb pomocí outsourcingu je celosvětově zvyšujícím se trendem.

## Co lze outsourcovat?
Obecně se velmi často v souvislosti s outsourcingem hovoří o možnosti v oblasti IT. Tedy například o dodávce a pravidelné obnově hardware či o služby v oblasti správy počítačové sítě. Může se jednat samozřejmě i o správu webových stránek a prezentací atp. Nicméně oblast IT není jediná, která je vhodná pro outsourcing. Zajišťovat služby prostřednictvím externí společností lze rovněž například v oblastech:
- Údržba komunikací
- Úklid prostoru
- Stravování
- Ostraha objektů
- Personální záležitosti
- Public Relations
- Marketing
- Firemní tisk
- Obchod
- Logistika
- Účetnictví
- Mzdové účetnictví
- Údržba objektů a řadě dalších.

## Varianty outsourcingu IS/IT
- outsourcing podnikového procesu (BPO - Business Process Outsourcing)
- outsourcing komplexního IS/IT
- částečný outsourcing IS/IT
- outsourcing vývoje IS/IT